# Shihr
Ash Shihr ou Al-Shihr (en arabe : الشحر) est une ville côtière de l'Hadramaout, au Yémen.

## Histoire

### Antiquité
Le site de "al-Asʿāʾ" est un site ancien et réputé apparaître dès l'an 780 EC.
Il a été un point important de la route de l'encens, et du commerce d'ambre gris, comme port d'exportation y compris vers la Chine, selon le Livre des Routes et des Royaumes d'Ibn Khordadbeh.

### Époque moderne
Le « Gouvernement de Sa Majesté » précise dans un de ses rapports diplomatiques que "Les Al Bureik sont des cheikhs et, à une certaine époque, ces Āl Bin Bureik étaient les maîtres de Shihr, mais aujourd'hui toute la petite tribu est installée à Shabwa (...)".
La ville fit partie dès 1866, avec Al Mukalla dès 1881, de l'État Qu'aiti de Shihr et Mukalla jusqu'en 1967.
Ash Shihr fut supplanté économiquement par le port de Mukalla dans la seconde moitié du 19e siècle. Elle est devenue l'une des trois principales villes du Sultanat Qu'aiti, avant la formation d'un Yémen unifié, les deux autres étant Al Mukalla et Chibam.
Depuis 1993, elle abrite un terminal pétrolier, pour Yémen Masila Blend, amenant du brut depuis le champ pétrolifère de Masila Block, pour l'entreprise canadienne Nexen.
Le 10 octobre 2002, l'organisation islamiste Jaych Aden Al Islami-Abyane (liée au groupe terroriste Al-Qaïda) y a commis un attentat-suicide contre le pétrolier français Limburg (12 morts, 1 blessé et la perte de 90 000 barils de pétrole).